# Urchfont
Urchfont – wieś w Anglii, w hrabstwie Wiltshire. Leży 29 km na północ od miasta Salisbury i 128 km na zachód od Londynu. W 2001 miejscowość liczyła 954 mieszkańców.